# WordBasic
WordBasic ist eine Makrosprache, die von Microsoft Word z. B. innerhalb der Microsoft-Office-Anwendungen benutzt wurde, bevor 1996 Visual Basic for Applications (VBA) auch für Microsoft Word eingeführt wurde. WordBasic wurde bis zur Version Microsoft Word for Windows 95, auch als Word 7 bekannt, benutzt, um z. B. mit einem sogenannten Makrorecorder bestimmte Befehlsfolgen zur Textmodifikation oder zur Kommunikation mit anderen Programmen aufzuzeichnen und später auf Knopfdruck oder Mausklick ablaufen lassen zu können. Man konnte anschließend die aufgezeichneten Programme in einem Editor verändern oder auch neue WordBasic-Programme entwickeln. Erst mit Word 8 bzw. Word 97 erfolgte auch innerhalb der Textverarbeitung der Übergang auf VBA.
Die Makroprogramme wurden in einer Vorlagendatei *.dot gespeichert. Die Sprache beruht auf einem BASIC-Dialekt und konnte über den Makrorecorder sowohl Befehle per Tastatur oder über die Maus gesteuerte Vorgänge aufzeichnen und später erneut durchführen. Z. B. war es durch die Kommunikation mit anderen Anwendungen (Zwischenablage, andere Worddokumente, Excel-Spreadsheets) z. B. über DDE möglich, Adressinformationen aus einer Datenbank für einen Serienbrief in Word zu nutzen oder bestimmte Daten zur Formulareingabe per Eingabefenster abzufragen. Oder die Oberfläche wurde für Spezialanwendungen abgeändert, z. B. durch Ausblendung von Funktionen der Befehlsleiste.
WordBasic ist eine eigenständige Programmiersprache und erlaubt es, umfangreiche Programme zu schreiben und auf Systemressourcen zuzugreifen oder andere Programme ablaufen zu lassen. Das führte auch dazu, dass mit WordBasic durch in weitergegebenen Word-Dateien und Formatvorlagen eingebettete Makroviren unerwünschte Funktionen auf dem befallenen Computer ausgeführt wurden. Die Makroviren verbreiteten sich schnell, nachdem in einer Computerzeitschrift die Möglichkeit ihrer Programmierung und einfache Beispiele angegeben wurden. Ein früher Vertreter dieser Schädlinge wurde unter dem Namen Melissa bekannt, der erste war ein Computervirus namens Concept. Frühe Virenscanner waren noch nicht in der Lage, Makroviren zu erkennen und zu beseitigen.

## Landessprachliche Syntax
WordBasic hat einen auf die jeweils installierte Office-Sprache angepassten Syntax, welches den Einstieg für solche Programmierer erleichtern soll, für welche die üblicherweise englische Syntax eine Hürde bedeutet. Dies führt dazu, dass eine in einem deutschen Word programmierte Lösung beim Öffnen der Vorlage in einem englischen oder französischen Word automatisch in die jeweilige englische bzw. französische Syntax übersetzt wird. Kommentare sind hiervon nicht betroffen, was dazu führt, dass in Kommentar gesetzte Programmzeilen in der ursprünglichen Syntax erhalten bleiben und, weil sie nicht nachträglich übersetzt werden, Fehler verursachen, wenn sie aus dem Kommentar heraus genommen werden.